# Associatività della potenza
In matematica, un'algebra su campo o un magma si dice con potenza associativa se le sottoalgebre generate da un loro qualsivoglia elemento sono associative.
Ciò vuol dire che preso un qualsiasi elemento {\displaystyle x} moltiplicato per sé stesso un numero arbitrario di volte, non deve essere rilevante in quale ordine la moltiplicazione viene effettuata. Così deve essere, ad esempio:
{\displaystyle x(x(xx))=(x(xx))x=(xx)(xx).}
Questo consente di attribuire un unico significato alla scrittura: {\displaystyle x^{n}.} Ciò è più forte che dire semplicemente:
{\displaystyle (xx)x=x(xx),}
per qualsiasi {\displaystyle x.}

## Esempi
Gli ottonioni ed i sedenioni, pur non essendo associativi (i sedenioni neanche alternativi), hanno la potenza associativa.